# Szerhij Olekszandrovics Sebek
Szerhij Olekszandrovics Sebek (ukránul: Сергій Олександрович Шебек; Kijev, 1960. június 14. –) ukrán nemzetközi labdarúgó-játékvezető.

## Pályafutása

### Nemzeti játékvezetés
A játékvezetésből 1976-ban vizsgázott, 1992-ben lett a Premier-League játékvezetője. Az aktív nemzeti játékvezetéstől 2008-ban vonult vissza. Első ligás mérkőzéseinek száma: 226.

### Nemzetközi játékvezetés
Az Ukrán labdarúgó-szövetség Játékvezető Bizottsága (JB) terjesztette fel nemzetközi játékvezetőnek, a Nemzetközi Labdarúgó-szövetség (FIFA) 2001-től tartotta nyilván bírói keretében. Több nemzetek közötti válogatott és klubmérkőzést vezetett. Az ukrán nemzetközi játékvezetők rangsorában, a világbajnokság-Európa-bajnokság sorrendjében többedmagával az 5. helyet foglalja el 1 találkozó szolgálatával. Az aktív nemzetközi játékvezetéstől 2005-ben a FIFA 45 éves korhatárát elérve búcsúzott. Válogatott mérkőzéseinek száma: 2.

#### Európa-bajnokság
Az európai-labdarúgó torna döntőjéhez vezető úton Portugáliába a XII., a 2004-es labdarúgó-Európa-bajnokságra az UEFA JB játékvezetőként foglalkoztatta.
| Időpont           | Helyszín                  | Mérkőzés típusa           | Mérkőzés     | Eredmény | Nézők száma |
| ----------------- | ------------------------- | ------------------------- | ------------ | -------- | ----------- |
| 2002. október 12. | Nemzeti Stadion, Ta’ Qali | előselejtező (1. csoport) | Málta–Izrael | 0 : 2    | 3 163       |

#### Nemzetközi kupamérkőzések

##### UEFA-bajnokok ligája
| Időpont             | Helyszín               | Mérkőzés típusa                    | Mérkőzés                                   | Eredmény |
| ------------------- | ---------------------- | ---------------------------------- | ------------------------------------------ | -------- |
| 2004. augusztus 12. | Városi Stadion, Wronki | második selejtezőkör (1. mérkőzés) | Amica Wronki (lengyel) –Budapest Honvéd FC | 1 : 0    |